# بک سونگ هیون (بازیگر، زاده ۱۹۷۵)
بک سونگ هیون (کره‌ای: 백승현؛ زادهٔ ۱ مارس ۱۹۷۵) بازیگر اهل کره جنوبی است. او به عنوان نقش مکمل در درام‌های کره‌ای از جمله هابیل و قابیل (۲۰۰۹)، میراث درخشان (۲۰۰۹) و پرنسس دادستان (۲۰۱۰) ایفای نقش کرده‌است.